# István Major
Pour les articles homonymes, voir Major (homonymie).
István Major, né le 20 mai 1949 à Budapest et mort le 5 mai 2014 à Toronto, est un athlète hongrois, spécialiste du saut en hauteur.

## Biographie
István Major plafonne tout d'abord à 2,10 m en saut ventral, puis adopte ensuite avec succès le saut en Fosbury.
Il remporte à trois reprises le concours du saut en hauteur des championnats d'Europe en salle, en 1971, 1972 et 1973. En 1974, il s'adjuge l'argent derrière le Soviétique Kęstutis Šapka.
István Major concourt également chez les vétérans : en 1990, à l'âge de 41 ans, il devient champion d'Europe des plus de 40 ans en franchissant 2,07 m. En 2002, à 53 ans, il saute 1,85 m.
Son fils, Nimród, pratique également le saut en hauteur.

### Palmarès
| Date | Compétition                    | Lieu      | Résultat | Performance |
| ---- | ------------------------------ | --------- | -------- | ----------- |
| 1969 | Championnats d'Europe          | Athènes   | 5e       | 2,14 m      |
| 1971 | Championnats d'Europe en salle | Sofia     | 1er      | 2,17 m      |
| 1971 | Championnats d'Europe          | Helsinki  | 4e       | 2,17 m      |
| 1972 | Championnats d'Europe en salle | Grenoble  | 1er      | 2,24 m      |
| 1972 | Jeux olympiques                | Munich    | 6e       | 2,15 m      |
| 1973 | Championnats d'Europe en salle | Rotterdam | 1er      | 2,20 m      |
| 1973 | Universiade                    | Moscou    | 2e       | 2,18 m      |
| 1974 | Championnats d'Europe en salle | Göteborg  | 2e       | 2,20 m      |
| 1974 | Championnats d'Europe          | Rome      | 4e       | 2,19 m      |
| 1975 | Championnats d'Europe en salle | Katowice  | 8e       | 2,16 m      |
| 1975 | Universiade                    | Rome      | 2e       | 2,13 m      |